# Canzonissime (programma televisivo)
Canzonissime è stato un varietà televisivo del sabato sera di Rai 1 condotto da  Loretta Goggi andato in onda nella primavera 1987 alle 20:40. In onda per 12 puntate, dal 25 aprile al 25 luglio 1987.

## Il programma
Il programma, trasmesso dallo storico Teatro delle Vittorie di Roma, è un omaggio alla musica italiana ed ottiene subito un ottimo successo di ascolti, grazie anche al gran dispiego di mezzi e dall'alto budget messo a disposizione dalla Rai: 40 ospiti di grande richiamo a puntata, scene, balletti e costumi sfarzosi. I cantanti non vanno solo a promuovere i loro dischi, ma partecipano attivamente alla trasmissione, liberi di fare quello che vogliono.
L'intento è quello di celebrare la musica leggera italiana e festeggiare il centesimo compleanno del disco, che fu creato appunto nel 1887, ricostruendone la storia attraverso quella delle varie case discografiche che operano in Italia.
L'intento è anche quello di dare una mano all'industria discografica italiana che in quel momento vive uno dei suoi momenti più difficili, dovuto alla proliferazione della pirateria musicale, ma, soprattutto, si vuole mostrare un lato inedito dei cantanti, dei cantautori e dei gruppi, attraverso i loro ricordi e le loro esperienze, al di là della semplice promozione dei loro nuovi dischi.
Moltissimi saranno gli artisti chiamati anche semplicemente come ospiti non cantanti. A portarli in studio ci penserà Ezio Radaelli, uno dei primi organizzatori del mondo della canzone con il Cantagiro e con una serie di Festival di Sanremo curati insieme a Gianni Ravera.
La trasmissione, concepita per il giovedì sera, venne spostata al sabato in seguito al passaggio di Baudo in Fininvest. La scelta si rivelerà vincente in quanto il programma oltre a registrare un grande riscontro di pubblico, batterà sistematicamente il varietà rivale SandraRaimondo Show condotto da Sandra Mondaini e Raimondo Vianello su Canale 5.
I costi vivi di Canzonissime si aggirano sui 300 milioni a puntata, mentre la prima, più lunga delle altre, è costata ben 600 milioni.
Le autrici erano Serena Dandini, Carla Vistarini e Valeria Moretti; come ospiti fissi Dario Salvatori e la sorella della conduttrice, Daniela Goggi, che presenta tutte le settimane la rubrica Discolina, uno spazio dedicato ai bambini cantanti e alla musica dei più piccoli, il duo comico composto da Malandrino e Veronica che, nella prima puntata interpretano una coppia di boss del giro delle cassette false, le principali imputate della contingente crisi del settore, ed un duo musicale, Antonio e Marcello, che rinnovano i fasti de Il Musichiere con un gioco dal titolo Il Canzoniere. Alcuni degli spettatori presenti in studio inoltre vengono coinvolti in un gioco in cui devono indovinare un motivo musicale in chiave cifrata.
Loretta Goggi approfitta del varietà per presentare anch'essa, nel corso delle puntate, il suo nuovo album, C'è poesia due, che contiene anche il brano La notte, utilizzato come sigla della trasmissione.

## Cast tecnico
- Regia: Gianni Brezza
- Autori: Serena Dandini, Carla Vistarini, Valeria Moretti
- Sigla: La notte (Alberto Salerno, Armando Mango), cantata da Loretta Goggi